# Shihan
Shihan (師範) est un titre japonais, souvent utilisé dans le budō. Il signifie « professeur » ou « modèle ». 

## Exemples

### Aïkido
Au sein de l'Aikikai de Tokyo, un professeur japonais devient  shihan à partir du 6e dan. Pour les Occidentaux, à ce niveau s'ajoute l'obtention d'un certificat délivré par l'Aikikai. Quelques pratiquants européens dont Christian Tissier Shihan l'ont reçu. Steven Seagal possède également le titre de Shihan (étant titulaire du 7e dan d'Aïkido).
Au sein de Dai Nippon Butoku Kai, organisation officielle représentant le gouvernement japonais et parrainé par la famille impériale, le titre de shihan s'obtient à partir du 6e dan pour les Budos modernes comme l'Aïkido. Le titre de Sō-Shihan est l’un des plus hauts titres honorifiques dans les arts martiaux japonais traditionnels. Il symbolise une autorité suprême sur le plan technique, éthique et spirituel. Ce titre est notamment employé au sein du Dai Nippon Butoku Kai, mais aussi dans certaines écoles classiques (koryū) et modernes (gendai budō) en dehors de cette organisation.

### JuJutsu traditionnel de l'école KoKoDo
Au sein du KoKoDo JuJutsu, le titre de shihan s'obtient automatiquement à partir du 5e dan.

### Karate-dō
Quelques maîtres de karaté wadō-ryū qualifiés de Shihan :
- Kengo Sugiura, 8e dan ;
- Naoki Ishikawa, 8e dan ;
- Hideho Takagi, 8e dan hanshi[3].